# Can Vilar (Maçanet de la Selva)
Can Vilar és una masia de Maçanet de la Selva (Selva) inclosa a l'Inventari del Patrimoni Arquitectònic de Catalunya.

## Descripció
Edifici de dues plantes i coberta a dues aigües a façana. Bona part de les reformes han estat fetes amb rajol. El cos principal de la construcció consta de tres parts, una de les quals, la dreta, només té una planta i el sostre d'un vessant.
Actualment està restaurat, però conserva la llinda pètria original de sobre la porta d'entrada i l'antiga era, prop de la qual s'estén una piscina i una tanca que encercla el mas.

## Història
Les primeres notícies del mas són del segle xvi (1569), quan la casa era domini directe de l'abat de Breda.Fins al segle xix, que passà als Serra, fou de la famíla Vilar.
A principis del segle XX el mas pertanyia a la família Vilella, que la traspassà, als anys setanta, a Gonzalo Ayesta Díaz i aquest a l'actual propietari Delfí Monge Hernández, que la va restaurar i reconstruir. En aquestes obres es va desfer l'arrebossat i es deixà la casa amb pedra vista, a més d'habilitar-se altres dependències annexes i separades del mas.